# Alfons Riedl
Alfons Riedl (* 12. September 1937 in Kastl, Oberpfalz; † 21. Februar 2008 in Linz) war ein römisch-katholischer Geistlicher und Moraltheologe.

## Leben
Alfons Riedl trat nach seinem Schulbesuch in Neumarkt in der Oberpfalz und Eichstätt in das Eichstätter Priesterseminar ein. Er empfing am 29. Juni 1963 die Priesterweihe. Er war zunächst in der Seelsorge tätig, studierte ab 1965 Moraltheologie an der Rheinischen Friedrich-Wilhelms-Universität Bonn. 1978 wurde er in Bonn mit der Arbeit „Die kirchliche Lehrautorität in Fragen der Moral nach den Aussagen des Ersten Vatikanischen Konzils“ zum Dr. theol. promoviert. 
1979 erhielt er einen Ruf auf eine Professur für Moraltheologie an die damalige Päpstliche Theologische Hochschule Linz, die heutige Katholisch-Theologische Privatuniversität Linz (KTU), und Vorstand des Instituts für Moraltheologie. Er war deren Rektor von 1992 bis 1994 und von 1994 bis 1998 deren Pro-Rektor. Ab 1992 engagierte er sich zudem bei den Wiener Theologischen Kursen. 2002 wurde er emeritiert.
Seit 1982 war Riedl außerdem Richter am Diözesangericht des Bistums Linz sowie nach seiner Emeritierung von 2003 bis 2007 Vorsitzender der Schlichtungs- und Schiedsstelle des Bistums Linz. 2003 wurde er von Bischof Maximilian Aichern zum Bischofsvikar mit dem Aufgabengebiet „Erwachsenenbildung und pastorale Fortbildung“ ernannt; er war damit auch Mitglied des bischöflichen Konsistoriums in Linz.
Alfons Riedl war maßgeblich an der Seligsprechung von Franz Jägerstätter beteiligt.
Monsignore Alfons Riedl verstarb nach kurzer Krankheit am 21. Februar 2008 in Linz.

## Ehrungen und Auszeichnungen
- Monsignore
- Silberne Ehrenzeichen des Landes Oberösterreich[3]

## Schriften
- Die kirchliche Lehrautorität in Fragen der Moral nach den Aussagen des Ersten Vatikanischen Konzils. Herder, Freiburg im Breisgau 1979, ISBN 3-451-18449-4.
- mit Wilhelm Zauner: Familie, Träger des Glaubens. OLV, Linz 1980, ISBN 3-85214-299-7.
- mit Josef Schwabeneder (Hrsg.): Franz Jägerstätter. Christlicher Glaube und politisches Gewissen. Thaur, Thaur/Wien/München 1997, ISBN 3-85400-041-3.
- mit Hanjo Sauer: Die Menschenrechte als Ort der Theologie. Ein fundamental- und moraltheologischer Diskurs. Lang, Frankfurt am Main 2003, ISBN 3-631-39904-9.
- Gedanken zum Weiterdenken. Predigten. Hrsg. von Winfried Haunerland und Severin Lederhilger. Wagner, Linz 2012, ISBN 978-3-902330-73-4.